# 슈탈든-자스역
슈탈든-자스역(프랑스어: Gare de Stalden-Saas, 독일어: Bahnhof Stalden-Saas)은 스위스 발레주에 있는 슈탈든 지자체에 있는 기차역이다. 1,000mm 미터궤 브리크-체르마트선이며, 지역 열차로만 운행된다.

## 운행편
다음 서비스는 슈탈든-자스에서 정차한다.
- 레기오: 체르마트와 피스프 사이에 30분 간격으로 운행, 다른 모든 열차는 피스프에서 피쉬까지 계속 운행.